# 斯庫爾克拉夫特鎮區 (密歇根州卡拉馬祖縣)
斯庫爾克拉夫特鎮區（英語：Schoolcraft Township）是位於美國密歇根州卡拉馬祖縣的一個行政鎮區。

## 地方資料
斯庫爾克拉夫特鎮區的面積為93.40平方千米，當中陸地面積為88.80平方千米，而水域面積為4.60平方千米。根據2020年美國人口普查的數據，當地共有人口9183人，而人口密度為每平方千米98.32人。